# Energetică
Energetica este stiința tehnică având ca obiect descoperirea, inventarierea și exploatarea surselor de energie, transformarea, transmisiunea și utilizarea energiei, precum și construcția și utilizarea sistemelor energetice. Printre preocupările de actualitate în acest domeniu se includ exploatarea energiei potențiale osmotice, a fotosintezei artificiale și a surselor electrochimice.

Principalele ramuri ale energeticii sunt: 
- Termoenergetică
- Hidroenergetică
- Energetică eoliană
- Energetică nucleară
- Electroenergetică
- Energetică generală

## Legături externe
- „Energetică” la DEX online